# Gluta obovata
Gluta obovata là một loài thực vật có hoa trong họ Đào lộn hột. Loài này được Craib mô tả khoa học đầu tiên năm 1926.